# Niederweidbach
Niederweidbach (mundartlich Nirrerwoaboch, im Ortsdialekt Nirrerwabach) ist der zweitgrößte Ortsteil der Gemeinde Bischoffen im mittelhessischen Lahn-Dill-Kreis. Hier befindet sich auch der Sitz der Gemeindeverwaltung.

## Geographie

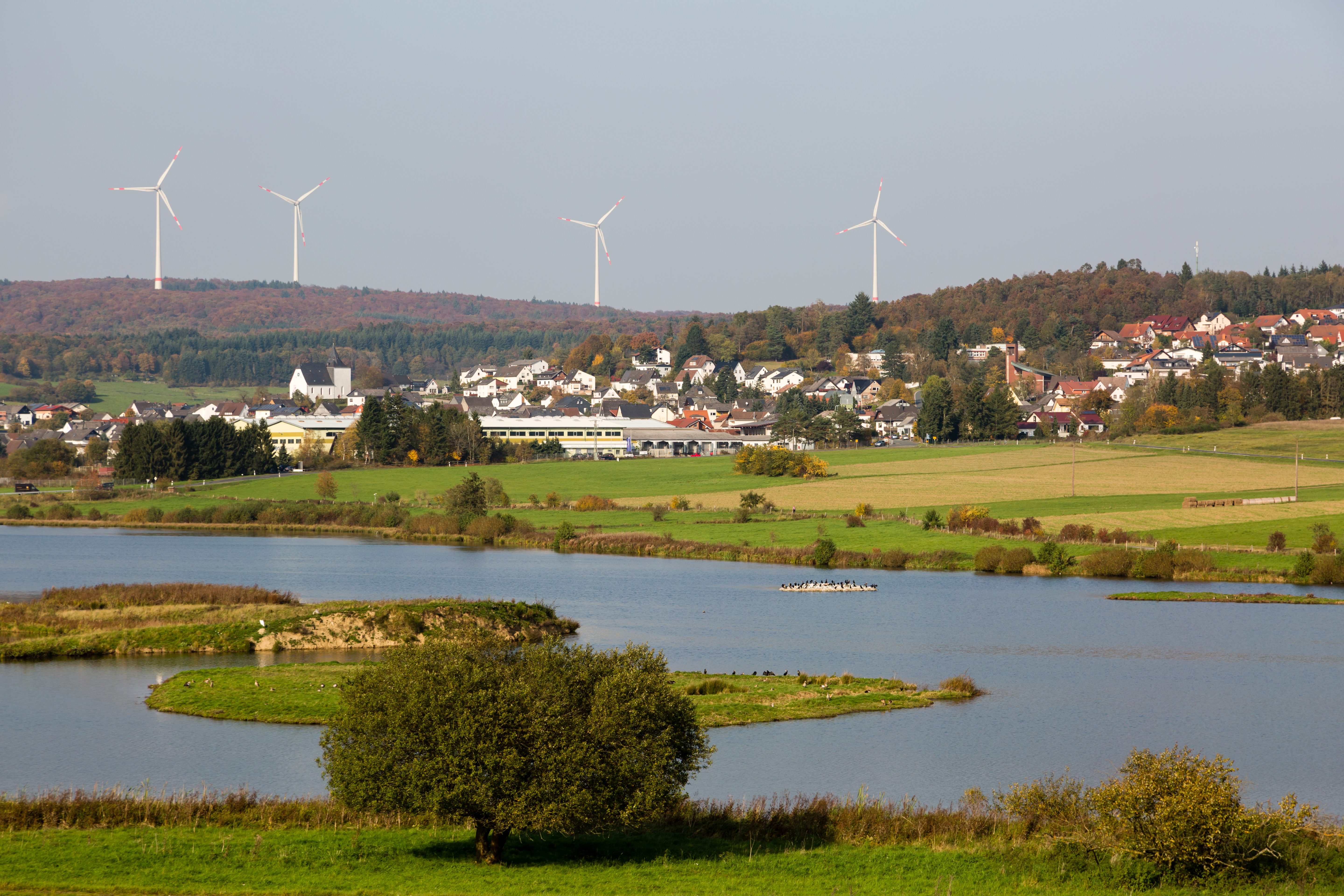
Blick auf Niederweidbach über den Aartalsee

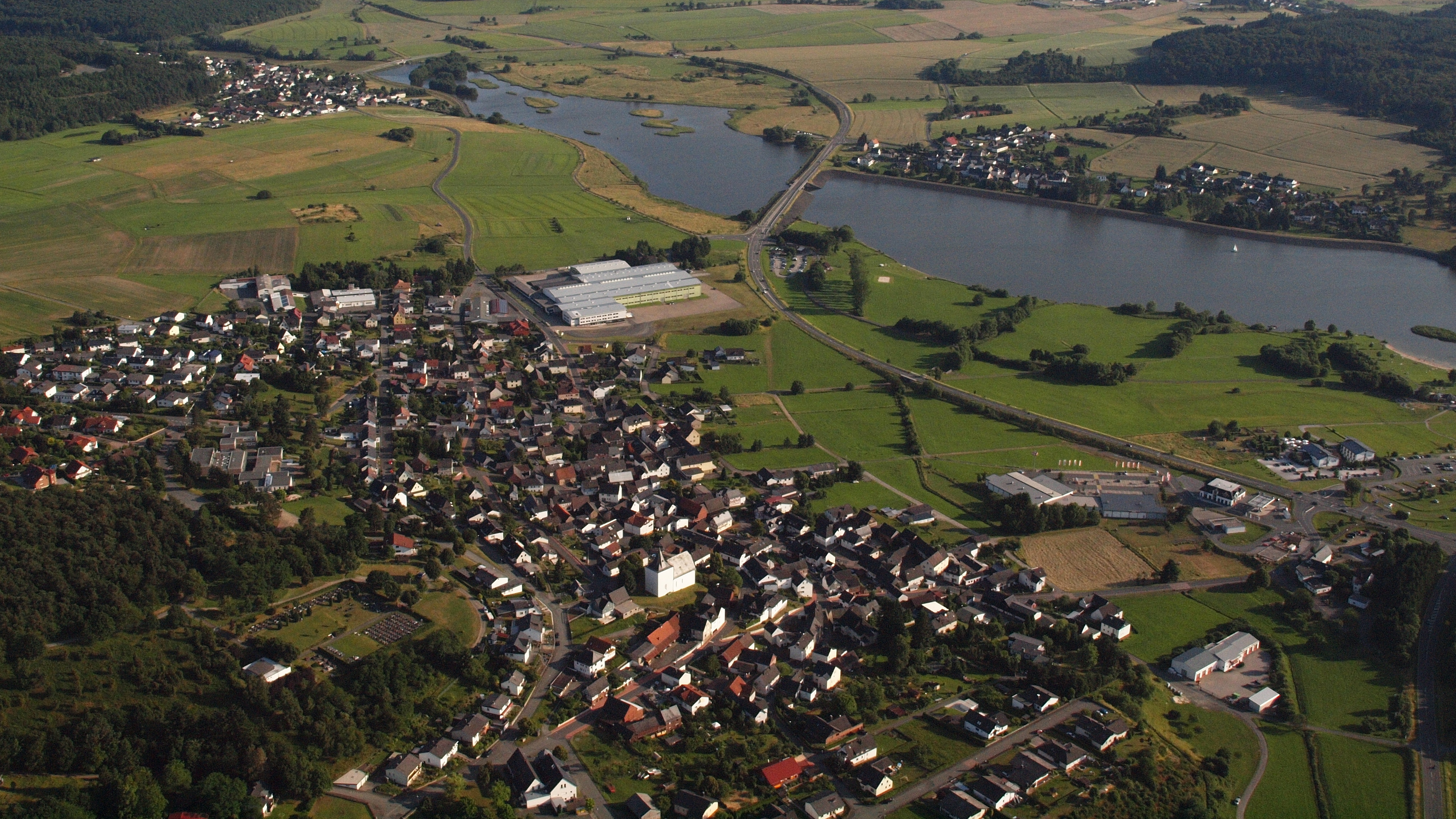
Niederweidbach mit dem östlichen Bereich der Aartalsperre

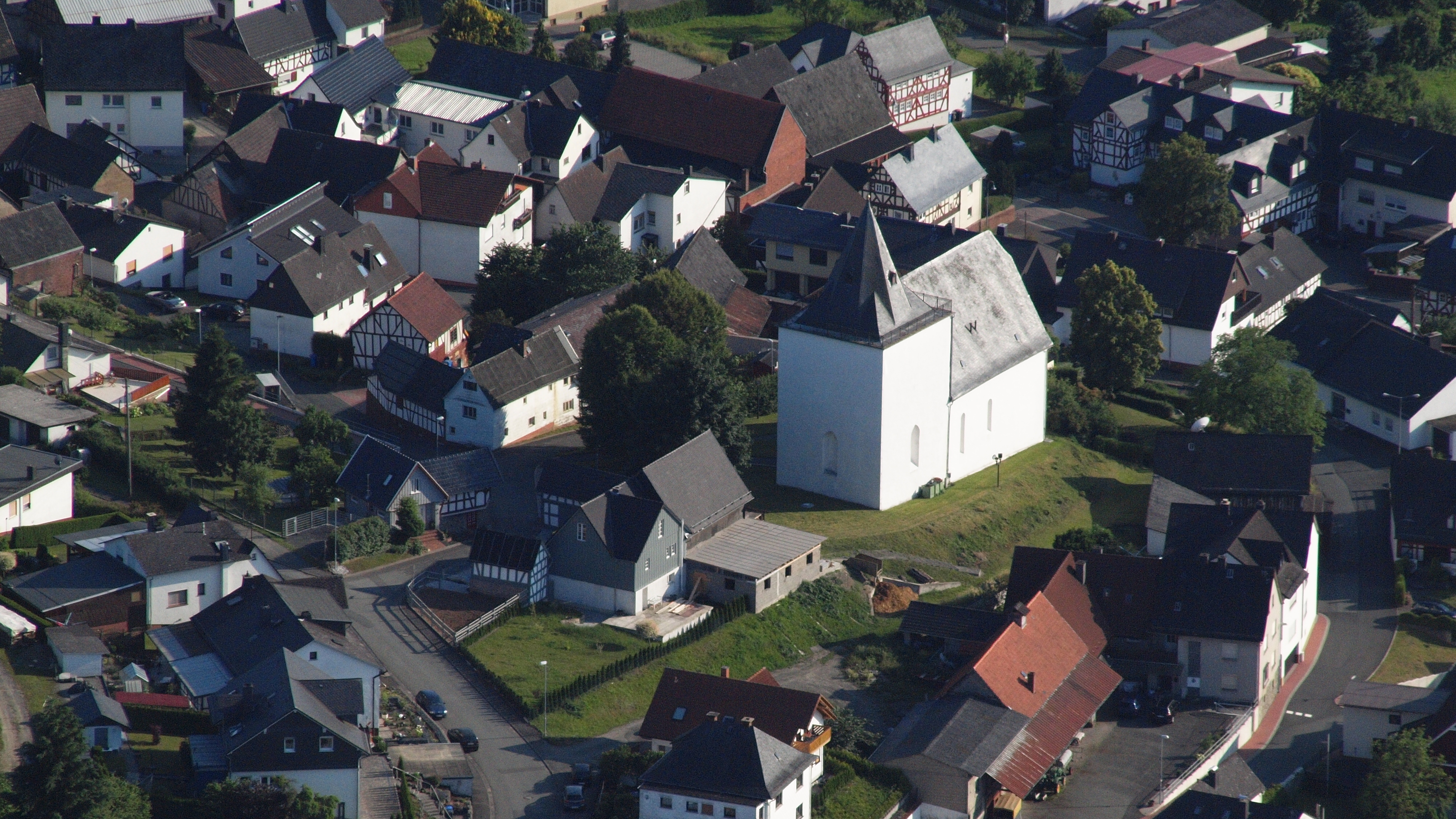
Niederweidbach mit Marienkirche

Zwischen den Dörfern Bischoffen, Oberweidbach, Roßbach, Mudersbach und Ahrdt gelegen befindet sich Niederweidbach direkt am Aartalsee und dem Teilstück der Bundesstraße 255 zwischen Herborn und Gladenbach. Der Ort ist vor allem wegen der im Hochmittelalter strategisch günstig gelegenen Position an der jüngeren Köln-Leipziger Handelsstraße im Aar-Tal entstanden.

## Geschichte

### Ortsgeschichte
Die älteste bekannte schriftliche Erwähnung von Niederweidbach unter dem Namen Weidenbach findet sich im Codex Eberhardi und wird dem Zeitraum zwischen 780 und 802 zugeordnet, der Amtszeit des Bischofs Baugulf in Fulda. In Niederweidbach gilt das Jahr 802 als Ersterwähnung, daher fand 2002 die 1200-Jahr-Feier gemeinsam mit Oberweidbach statt.
Die Übersetzung dieser Urkunde lautet:
„Berenwic übergab dem heiligen Bonifatius seine Güter im Dorfe Weidenbach, was er dort an Eigentum hatte, an Äckern, Wiesen, Weiden, Waldungen, Häusern, Hörigen und deren Nachkommenschaft.“
In den folgenden Jahrhunderten ist in Urkunden immer wieder von Wedebach, Weydbach oder als Namensbezeichnung Konrad Weydebechere oder Krug von Weidbach die Rede. Erst in den Jahren zwischen 1333 und 1339 findet eine Differenzierung zu dem benachbarten Oberweidbach statt: 1333 kauft Graf Johann von Solms von dem Ritter Margolf von Günse ein Gut zu Niederweidbach an Höfen und Äckern. Im Jahr 1339 werden dem Grafen von Solms Hörige in Oberweidbach übereignet.
1075 werden die Grafen von Gleiberg das erste Mal erwähnt, Niederweidbach gehörte zu ihrem Gebiet. 1168 sollen die Grafen von Solms das Gebiet von den Grafen von Gleiberg geerbt haben. 1255 teilen die Grafen von Solms ihr Land, Niederweidbach kommt zu Solms-Königsberg. 1257 schließen die Grafen von Solms-Königsberg erstmals einen Freundschaftsvertrag mit dem hessischen Landgrafen. Es folgte ein langer Kampf der Linien der Grafen von Solms. Seit 1350 oder 1357 wird Solms-Königsberg gemeinsam von den Grafen von Solms und dem hessischen Landgrafen regiert. 1533 wird Niederweidbach lutherisch, 1567 kommt es zu Hessen-Marburg, 1604 zu Hessen-Kassel, 1629 zu Hessen-Darmstadt, 1866 wird es preußisch.
Die Statistisch-topographisch-historische Beschreibung des Großherzogthums Hessen berichtet 1830 über Niederweidbach:

„Niederweidbach (L. Bez. Gladenbach) evangel. Filialdorf; liegt 2 1⁄2 St. von Gladenbach, hat 97 Häuser und 515 Einwohner, die bis auf 23 Juden alle evangelisch sind. Man findet eine Kapelle und 2 Mahlmühlen, und in der Gemarkung gute Dachschiefer, die aber nicht benutzt werden. Die Einwohner nähren sich ausschließlich von Ackerbau und Viehzucht, und sind durchgängig wohlhabende Leute, die viele Gemeinde-Waldungen besitzen. – Niederweidbach ist durch den Hauptvergleich mit Solms vom 30. Oktober 1629, in welchem die Aemter Königsberg und Hohensolms getheilt wurden, ausschließend an Hessen gekommen.“

Niederweidbach besaß eine eigene Jüdische Gemeinde. Im Ort befand sich ab 1842 auch eine Synagoge, welche für 29 Männer und 14 Frauen ausgelegt war. In der Pogromnacht vom 9./10. November 1938 wurde das Interior verwüstet. Aufgrund von Baufälligkeit ist die alte Synagoge von Niederweidbach vermutlich dann 1949 abgerissen worden. Oberhalb der Ortslage von Niederweidbach befindet sich der Friedhof der Jüdischen Gemeinde.
Hessische Gebietsreform (1970–1977)
Im Rahmen der Gebietsreform in Hessen wurden zum 1. Juli 1974 die Gemeinden Bischoffen, Niederweidbach, Oberweidbach und Wilsbach kraft Landesgesetz zur neuen Großgemeinde Bischoffen zusammengeschlossen. Bereits am 1. April 1972 wurde die Gemeinde Roßbach in die Gemeinde Niederweidbach eingegliedert.
Auf Grund ihrer geographischen Lage und wirtschaftlichen Orientierung wurde die Gemeinde Bischoffen ebenfalls zum 1. Juli 1974 dem Landkreis Wetzlar zugeordnet und ging mit diesem am 1. Januar 1977 in den Lahn-Dill-Kreis über.  Für alle ehemals eigenständigen Gemeinden wurden Ortsbezirke errichtet.

### Verwaltungsgeschichte im Überblick
Die folgende Liste zeigt die Staaten und Verwaltungseinheiten, denen Niederweidbach angehört(e):
- vor 1357: Heiliges Römisches Reich, Grafen von Solms
- ab 1357: Heiliges Römisches Reich, Landgrafschaft Hessen und Hohensolms gemeinschaftlich, Amt Königsberg
- ab 1567: Heiliges Römisches Reich, Landgrafschaft Hessen-Marburg und Hohensolms gemeinschaftlich, Amt Königsberg[11]
- 1604–1648: Heiliges Römisches Reich, strittig zwischen Landgrafschaft Hessen-Darmstadt und Landgrafschaft Hessen-Kassel (Hessenkrieg)
- ab 1627: Heiliges Römisches Reich, Landgrafschaft Hessen-Darmstadt und  Hohensolms gemeinschaftlich, Amt Königsberg
- ab 1629: Heiliges Römisches Reich, Landgrafschaft Hessen-Darmstadt (durch Abteilungsvertrag), Amt Königsberg[12]
- 1787: Heiliges Römisches Reich, Landgrafschaft Hessen-Darmstadt, Oberfürstentum Hessen, Amt Königsberg[13]
- ab 1806: Großherzogtum Hessen,[Anm. 2] Fürstentum Oberhessen, Amt Königsberg[14][15]
- ab 1815: Großherzogtum Hessen, Provinz Oberhessen, Amt Königsberg[16]
- ab 1821: Großherzogtum Hessen, Provinz Oberhessen, Landratsbezirk Gladenbach[Anm. 3]
- ab 1832: Großherzogtum Hessen, Provinz Oberhessen, Kreis Biedenkopf
- ab 1848: Großherzogtum Hessen, Regierungsbezirk Biedenkopf
- ab 1852: Großherzogtum Hessen, Provinz Oberhessen, Kreis Biedenkopf
- ab 1867: Königreich Preußen,[Anm. 4] Provinz Hessen-Nassau,  Regierungsbezirk Wiesbaden, Kreis Biedenkopf (übergangsweise Hinterlandkreis)[12]
- ab 1871: Deutsches Reich, Königreich Preußen, Provinz Hessen-Nassau, Regierungsbezirk Wiesbaden, Kreis Biedenkopf
- ab 1918: Deutsches Reich, Freistaat Preußen, Provinz Hessen-Nassau, Regierungsbezirk Wiesbaden, Kreis Biedenkopf
- ab 1932: Deutsches Reich, Freistaat Preußen, Provinz Hessen-Nassau, Regierungsbezirk Wiesbaden, Kreis Dillenburg
- ab 1933: Deutsches Reich, Freistaat Preußen, Provinz Hessen-Nassau, Regierungsbezirk Wiesbaden, Kreis Biedenkopf
- ab 1944: Deutsches Reich, Freistaat Preußen, Provinz Nassau, Kreis Biedenkopf
- ab 1945: Deutsches Reich, Amerikanische Besatzungszone,[Anm. 5] Groß-Hessen, Regierungsbezirk Wiesbaden, Kreis Biedenkopf
- ab 1946: Deutsches Reich, Amerikanische Besatzungszone, Hessen, Regierungsbezirk Wiesbaden, Kreis Biedenkopf
- ab 1949: Bundesrepublik Deutschland, Hessen, Regierungsbezirk Wiesbaden, Kreis Biedenkopf
- ab 1968: Bundesrepublik Deutschland, Hessen, Regierungsbezirk Darmstadt, Kreis Biedenkopf
- ab 1974: Bundesrepublik Deutschland, Hessen, Regierungsbezirk Darmstadt, Landkreis Wetzlar, Gemeinde Bischoffen
- ab 1977: Bundesrepublik Deutschland, Hessen, Regierungsbezirk Darmstadt, Lahn-Dill-Kreis, Gemeinde Bischoffen
- ab 1981: Bundesrepublik Deutschland, Hessen, Regierungsbezirk Gießen, Lahn-Dill-Kreis, Gemeinde Bischoffen

### Gerichte seit 1803
In der Landgrafschaft Hessen-Darmstadt wurde mit Ausführungsverordnung vom 9. Dezember 1803 das Gerichtswesen neu organisiert. Für die Provinz Oberhessen wurde das Hofgericht Gießen als Gericht der zweiten Instanz eingerichtet. Die Rechtsprechung der ersten Instanz wurde durch die Ämter bzw. Standesherren vorgenommen und somit war für Niederweidbach das „Amt Königsberg“ zuständig.
Das Hofgericht war für normale bürgerliche Streitsachen Gericht der zweiten Instanz, für standesherrliche Familienrechtssachen und Kriminalfälle die erste Instanz. Übergeordnet war das Oberappellationsgericht Darmstadt.
Mit der Gründung des Großherzogtums Hessen 1806 wurde diese Funktion beibehalten, während die Aufgaben der ersten Instanz 1821 im Rahmen der Trennung von Rechtsprechung und Verwaltung auf die neu geschaffenen Land- bzw. Stadtgerichte übergingen. „Landgericht Gladenbach“ war daher von 1821 bis 1866 die Bezeichnung für das erstinstanzliche Gericht, das für Niederweidbach zuständig war.
Nach der Abtretung des Kreises Biedenkopf an Preußen infolge des Friedensvertrags vom 3. September 1866 zwischen dem Großherzogtum Hessen und dem Königreich Preußen wurde der Landgerichtsbezirk Gladenbach preußisch. Im Juni 1867 erging eine königliche Verordnung, die die Gerichtsverfassung im vormaligen Herzogtum Nassau und den vormals zum Großherzogtum Hessen gehörenden Gebietsteilen neu ordnete. Die bisherigen Gerichtsbehörden sollten aufgehoben und durch Amtsgerichte in erster, Kreisgerichte in zweiter und ein Appellationsgericht in dritter Instanz ersetzt werden. Im Zuge dessen erfolgte am 1. September 1867 die Umbenennung des bisherigen Landgerichts in Amtsgericht Gladenbach. Die Gerichte der übergeordneten Instanzen waren das Kreisgericht Dillenburg und das Appellationsgericht Wiesbaden. Aufgrund des Gerichtsverfassungsgesetzes 1877 kam es mit Wirkung zum 1. Oktober 1879 zum Wechsel des Amtsgerichts in den Bezirk des neu errichteten Landgerichts Marburg.
Vom 1. Oktober 1944 bis 1. Januar 1949 gehörte das Amtsgericht Gladenbach zum Landgerichtsbezirk Limburg, danach aber wieder zum Landgerichtsbezirk Marburg. Am 1. Juli 1968 erfolgte die Aufhebung des Amtsgerichts Gladenbach, welches fortan nur noch als Zweigstelle des Amtsgerichts Biedenkopf fungierte. Am 1. November 2003 wurde diese Zweigstelle schließlich aufgelöst. Mit dem Wechsel von Niederweidbach 1974 in den Kreis Wetzlar erfolgte auch die Zulegung zum Bereich des Amtsgerichts Wetzlar.
Die übergeordneten Instanzen sind jetzt das Landgericht Limburg, das Oberlandesgericht Frankfurt am Main sowie der Bundesgerichtshof als letzte Instanz.

## Bevölkerung

### Einwohnerentwicklung
Quelle: Historisches Ortslexikon
| • 1577: | 037 Hausgesesse                                                                  |
| • 1677: | 029 Hausgründe, 23 Männer, 6 Witwen, 1 Neumann, 12 Beisassen, 4 Jungmannschaften |
| • 1742: | 103 Haushalte                                                                    |
| • 1791: | 455 Einwohner                                                                    |
| • 1800: | 445 Einwohner                                                                    |
| • 1806: | 448 Einwohner, 84 Häuser                                                         |
| • 1829: | 515 Einwohner, 97 Häuser                                                         |

| Niederweidbach: Einwohnerzahlen von 1791 bis 2019 | Niederweidbach: Einwohnerzahlen von 1791 bis 2019 | Niederweidbach: Einwohnerzahlen von 1791 bis 2019 | Niederweidbach: Einwohnerzahlen von 1791 bis 2019 | Niederweidbach: Einwohnerzahlen von 1791 bis 2019 |
| --- | ------------------------------------------------- | ------------------------------------------------- | ------------------------------------------------- | ------------------------------------------------- |
| Jahr |                                                   |                                                   |                                                   | Einwohner                                         |
| 1791 | 1791                                              |                                                   | 455                                               | 455                                               |
| 1800 | 1800                                              |                                                   | 445                                               | 445                                               |
| 1806 | 1806                                              |                                                   | 448                                               | 448                                               |
| 1829 | 1829                                              |                                                   | 515                                               | 515                                               |
| 1834 | 1834                                              |                                                   | 511                                               | 511                                               |
| 1840 | 1840                                              |                                                   | 513                                               | 513                                               |
| 1846 | 1846                                              |                                                   | 553                                               | 553                                               |
| 1852 | 1852                                              |                                                   | 530                                               | 530                                               |
| 1858 | 1858                                              |                                                   | 559                                               | 559                                               |
| 1864 | 1864                                              |                                                   | 468                                               | 468                                               |
| 1871 | 1871                                              |                                                   | 440                                               | 440                                               |
| 1875 | 1875                                              |                                                   | 445                                               | 445                                               |
| 1885 | 1885                                              |                                                   | 426                                               | 426                                               |
| 1895 | 1895                                              |                                                   | 424                                               | 424                                               |
| 1905 | 1905                                              |                                                   | 437                                               | 437                                               |
| 1910 | 1910                                              |                                                   | 448                                               | 448                                               |
| 1925 | 1925                                              |                                                   | 480                                               | 480                                               |
| 1939 | 1939                                              |                                                   | 515                                               | 515                                               |
| 1946 | 1946                                              |                                                   | 734                                               | 734                                               |
| 1950 | 1950                                              |                                                   | 772                                               | 772                                               |
| 1956 | 1956                                              |                                                   | 760                                               | 760                                               |
| 1961 | 1961                                              |                                                   | 779                                               | 779                                               |
| 1967 | 1967                                              |                                                   | 867                                               | 867                                               |
| 1970 | 1970                                              |                                                   | 912                                               | 912                                               |
| 1980 | 1980                                              |                                                   | ?                                                 | ?                                                 |
| 1990 | 1990                                              |                                                   | ?                                                 | ?                                                 |
| 2000 | 2000                                              |                                                   | ?                                                 | ?                                                 |
| 2011 | 2011                                              |                                                   | 1.047                                             | 1.047                                             |
| 2015 | 2015                                              |                                                   | 1.072                                             | 1.072                                             |
| 2019 | 2019                                              |                                                   | 1.014                                             | 1.014                                             |
| Datenquelle: Historisches Gemeindeverzeichnis für Hessen: Die Bevölkerung der Gemeinden 1834 bis 1967. Wiesbaden: Hessisches Statistisches Landesamt, 1968. Weitere Quellen: ; 2015: web archiv ;Zensus 2011 |                                                   |                                                   |                                                   |                                                   |

### Historische Religionszugehörigkeit
Quelle: Historisches Ortslexikon
| 1829: | 492 evangelische, 23 jüdische Einwohner                                     |
| 1885: | 383 evangelische, keine katholischen und 43 jüdische Einwohner              |
| 1961: | 615 evangelische (= 78,95 %), 134 römisch-katholische (= 17,20 %) Einwohner |

### Dorfnamen/Hausnamen
Dorfnamen in Niederweidbach sind seit dem Mittelalter entstandene Hausnamen, die auf die ehemaligen Besitzernamen der einzelnen Häuser im Dorfkern zurückgeführt werden können. Es kommt im allgemeinen Sprachgebrauch des Dorfes oft vor, dass nun nicht mehr nur Adressen, sondern auch Personen oder Familien nach ihrem Hausnamen genannt werden, selbst dann, wenn diese gar nichts mit den eigentlichen Besitzern zu tun haben.
Hauptstraße: Rensche, Gehonns, Frankes, Konzellwis, Balsersch, Scholtesse, Hause, Jeffelipse, Petze, Kesselersch, Homberesch, Konzoikops, Bernetz, Schefers-Wirts, Honses, Doktersch, Schul, Kitzenings, Elzersch, Schmidtsbauer, Metzgehons, Schmidkarls, Onneborwes, Honsdenges, Ondrese, Herrn, Honjustes, Lehnjes, Blohe, Schusters.
Mittelstraße: Aikdroinersch, Gröschdois, Zöllersch, Herrn, Hoaze, Schmids, Schmidjes, Homs, Liehfousse, Hongels, Beckersch, Lotze, Ellise, Justes.
Gartenstraße: Liehes, Liwisshoingersch, Schroinersch, Sommersch, Hornzingersch, Roths, Ludwichs, Hecks, Woasch, Liwiss, Doinges.
Schulstraße: Fousse, Ottjes, Konroads, Ihwe, Engges, Rohzennis, Weisbinnersch, Aicks, Strombewersch, Stoffels, Bretsch.
Kirchstraße: Ihweschneiresch, Binze, Dommbuschs, Krimersch, Neuroths.
Auch einige jüdische Familien hatten Dorfnamen, so z. B.: Davids, Jonnes, Maijesch, Monnes, Monowels, Nates, Schmuls.

## Politik

### Ortsbeirat
Niederweidbach verfügt über einen fünfköpfigen Ortsbeirat mit Ortsvorsteher. Nach den Kommunalwahlen in Hessen 2021 ist der Ortsvorsteher Thomas Laforce.

### Wappen
Am 28. Oktober 1958 genehmigte der Hessische Minister des Innern das Wappen mit folgender Beschreibung:
| Wappen von Niederweidbach | Blasonierung: „In Grün ein silberner, wellenförmiger Schräglinks-Balken unter einer goldenen Muschel.“ |
| Wappen von Niederweidbach | Wappenbegründung: Die grüne Grundfläche des Wappens symbolisiert die Viehweide, von welcher der Ortsname abgeleitet werden kann. Der Schräglinks-Balken versinnbildlicht als redendes Element die Silbe „-bach“ des Ortsnamens. Die weiterhin im Wappen zu findende goldene Muschel bezieht sich auf die in der Hutkrempe des Heiligen Jakobus zu findende Jakobsmuschel im Altarschrein der Niederweidbacher Marienkirche und stellt somit eine Verbindung zu der Bedeutung Niederweidbachs als Rast- und Ausspannort an der mittelalterlichen Köln-Leipziger-Handelsstraße sowie als Wallfahrtsort dar. |

## Sehenswürdigkeiten

### Kulturdenkmäler
Siehe Liste der Kulturdenkmäler in Niederweidbach

### Totenlinde
Nach der Fertigstellung der Marienkirche um 1520 entstand rund um die Kirche ein Friedhof. Auf diesem Friedhof wurden bis 1827 nicht nur die Verstorbenen aus Niederweidbach, sondern auch jene aus Oberweidbach und Roßbach beigesetzt. Letztere brachte man in einem Leichenzug nach Niederweidbach, wo sie am Weidbacher Berg, die Kirche bereits vor Augen, empfangen wurden. An dieser Stelle des Wartens und des Empfangs wurde von den Roßbachern eine Linde gepflanzt, die sog. „Totenlinde“. Das Ende des fast 500 Jahre alten, stolz emporgewachsenen Baumes bedeutete schließlich das große Gewitter im August 2003, unter dessen Einfluss sie vollkommen zerbrach. In Erinnerung an den alten Brauch der Leichenzüge über den Berg und an die alte Totenlinde wurde am 7. November 2003 im Beisein von Bürgermeister Harald Semler, dem Niederweidbacher Ortsvorsteher Marco Herrmann und Pfarrer Frank Rudolph eine neue Linde gepflanzt. Die Linde zeigt die enge Verbindung, auch die enge kirchengeschichtliche Verbindung, zwischen den beiden Dörfern.

## Persönlichkeiten
- Karl Heinz Schreiner (* 1952 in Niederweidbach), Brigadegeneral der Luftwaffe
- Wolff-Christoph Fuss